# Tharrhalea albipes
Tharrhalea albipes är en spindelart som beskrevs av Ludwig Carl Christian Koch 1875. Tharrhalea albipes ingår i släktet Tharrhalea och familjen krabbspindlar. Inga underarter finns listade i Catalogue of Life.